# Coniolaria murandii
Coniolaria murandii är en svampart som beskrevs av Seigle-Mur., Guiraud, Steiman & Sage 1995. Coniolaria murandii ingår i släktet Coniolaria och familjen kolkärnsvampar.   Inga underarter finns listade i Catalogue of Life.